# Крпеян Татул Жоржикович
Тату́л Жо́ржикович Крпея́н (вірм. Թաթուլ Ժորժիկի Կրպեյան) (21 квітня 1965 — 30 квітня 1991) — національний герой Вірменії, учасник Карабаської війни.

## Біографія
Татул Крпеян народився 21 квітня 1965 року в селі Арег (нині село перейменоване у Татул на його честь) Талінського району області Арагацотн Вірменської РСР. У 1982 р. з відзнакою закінчив середню школу. Після закінчення служби в лавах Радянської Армії в 1987 р. вступив до Єреванського державного університету.
На четвертому курсі Єреванського державного університету Татул приєднався до Карабаського руху. У вересні 1990 року він попрямував у Нагірний Карабах, де після вірменських погромів в Сумгаїті в 1988 р. і Баку в 1990 р., обстановка продовжувала загострюватися і почастішали напади на вірменські села, сусідніх з територією НКАО.
У селі Геташен (нині Чайкенд) Татул Крпеян займався громадською роботою, багато часу приділяв дітям, викладаючи історію Вірменії в середній школі села Геташен. Як пізніше згадував Г. Гюрджян: «Татул Крпеян, на мій погляд, був харизматичною особистістю. Весь Геташен обожнював його. Незважаючи на свою грізну бороду, це був добрий чоловік. Його десь і побоювалися за те, що він забороняв і думати про те, щоб залишити село, і любили — він був надією Геташена».
Татул очолив загін народного ополчення, який захищав села Геташен і Мартунашен від незаконних азербайджанських збройних формувань та підрозділів загонів міліції особливого призначення (ОМОН) МВС Азербайджанської РСР, які були спеціально створені восени 1990 року і введені в НКАО і прилеглі райони. «Практично ці міліцейські загони стали грати роль азербайджанських бойових загонів. Серед службовців цих частин є особи, засуджені до цього за кримінальними статтями. Службовці ОМОН спільно з озброєними цивільними особами здійснювали напади на вірменські села». З вересня 1990 року по весну 1991 йому вдалося лише один раз завітати до власної родини, що залишалася в Арегу, включаючи однорічну доньку.
У 1991 році керівництво Азербайджанської РСР і СРСР в рамках операції «Кільце» почало здійснювати депортацію близько трьох з половиною тисяч вірмен-мешканців сіл Геташен і Мартунашен, які відмовлялися залишати рідні села.
30 квітня 1991 року, щоб зупинити депортацію вірмен з Геташену, Татул Крпеян взяв у заручники полковника Машкова — командира Бакинського полку Внутрішніх Військ МВС СРСР, який почав депортацію вірменів з Геташена. Татул намагався почати переговори з метою уберегти життя геташенців. Зі спогадів С. Талаляна: «Нас весь час попереджали: навіть один постріл вам дорого обійдеться, у той час як карателям надані всі права будь-яким шляхом захопити Геташен. Розуміючи це, Татул Крпеян пішов на єдино вірний крок: він стрибнув на танк Машкова з гранатою в руці і закричав: „У нас ваші солдати, ми всіх позабиваємо, якщо ви не підете. Навіщо сюди прийшли?“ Полковник змушений був передати наказ військам зупинитися». Зі спогадів Г. Гюрджяна: "Разом з Грачем, Татул вирішив рушити вперед, тримаючи Машкова під прицілом, щоб переконатися, що танки залишають село. Незважаючи на наказ не слідувати за ними, його заступник Артур Карапетян пішов слідом, щоб у разі чого захистити командира. Машков весь час передавав наказ не стріляти і не рухатися вперед. По дорозі вони натрапили на танки і ОМОН. І тут Машкову вдалося відстрибнути в сторону, залишивши Татула беззахисним. У нього вистрілили відразу. Спробувавши врятувати Крпеяна, Грач та Артур теж були вбиті.
21 квітня 2002 р., на його день народження, на його Батьківщині в селі Арег відбулося відкриття пам'ятника йому і семи його соратникам.